# Annonciation (Antonello de Messine, Syracuse)
Pour les articles homonymes, voir Annonciation (homonymie).
L'Annonciation est une peinture à l'huile sur panneau de bois (180 × 180 cm) réalisée en 1474 par le peintre sicilien Antonello de Messine, et conservée au musée du Palais Bellomo de Syracuse.

## Histoire
Le contrat pour la réalisation de l'œuvre, destinée à l'église Santa Maria Annunziata de Palazzolo Acréide, fut signé le 23 août 1474 entre Antonello et le prêtre Gi[uliano Maniuni qui y officiait, devant le notaire Antonio Mangianti. On perd la trace de l'œuvre jusqu'à ce qu'elle soit retrouvée en 1897 par Enrico Mauceri, chargé par le Musée archéologique régional de Syracuse de dresser un catalogue des œuvres d'art de la province,.
En 1902, le document permettant d'attribuer le tableau a été retrouvé et depuis, l'identification et l'attribution au peintre Antonello de Messine sont unanimes. Le tableau a subi de nombreux dommages, en particulier des lacunes au niveau de la couche picturale qui s'est écaillée et qui a été mal recollée. Heureusement, ces manques ne concernent pas certaines des plus belles parties du tableau, comme les visages de Marie et de l'Ange et également les paysages.
Après l'exposition sur Antonello de Messine organisée aux Écuries du Quirinal en 2006, l'œuvre a pu être confiée à l'Institut supérieur pour la conservation et la restauration de Rome, qui a pu effectuer une longue et patiente restauration pour en combler les lacunes, améliorant considérablement la lisibilité de l'œuvre. La restauration a fait l'objet d'une exposition à Syracuse en 2009, dans laquelle les techniques ont été présentées, puis l'œuvre restaurée a ensuite réintégré le parcours d'exposition du musée de Syracuse récemment rouvert.

## Description et style
|                                                                 |  |  |
| Le visage de l'ange (à gauche) et celui de la Vierge (à droite) |  |  |

La scène se déroule dans une pièce avec un plafond à poutres apparentes où se trouve une architrave décorée de feuilles et de rosaces, soutenue par deux colonnes qui séparent la moitié droite (de la Vierge) de la moitié gauche (de l'Ange). Sur le mur du fond se trouvent deux fenêtres, en plus d'une troisième dans une autre pièce visible à droite, selon une iconographie issue de l'art flamand qui comprend de multiples sources de lumière et des ouvertures sur le paysage même dans la peinture de scènes d'intérieur. La description des objets et du mobilier de la pièce est très précise, depuis le lit de la Vierge dans la pièce du fond  jusqu'au pupitre sur lequel elle est agenouillée, avec également le vase fleuri à décor bleu sur fond blanc au premier plan, partie du tableau maintenant très endommagée. Il est aussi possible de remarquer la dentelle blanche et le livre qui repose dessus, ce dernier est une allusion aux Saintes Écritures qui se réalisent grâce à l'acceptation de Marie.
La figure de Marie présente le canon typique du peintre sicilien, elle est représentée à genoux, les bras croisés sur la poitrine et la colombe du Saint-Esprit, envoyée par Dieu et passant par la fenêtre ouverte, l'atteint. Elle est vêtue d'une robe rouge recouverte d'un manteau bleu. L'ange bénit la Vierge et porte une branche de palmier, cachée par la colonne. Cette colonne convoque la présence effective du Christ (Columna est Christus, « le Christ est une colonne »). Son vêtement est fait dans un damas richement décoré, il accentue le volume presque géométrique de son corps, dans un style plus italien. Le visage, encadré de longs cheveux châtain doré, est orné d'un diadème bleu clair, où brillent quelques perles et un rubis, détails luxueux typiquement flamands.
Dans la partie inférieure très abîmée, il est possible de discerner la figure d'un donateur, probablement le prêtre mentionné dans l'acte notarié.
L'usage de la perspective et le positionnement de la lumière font référence aux œuvres de Piero della Francesca, mais les effets optiques et la technique de la peinture à l'huile dérivent de l'art flamand, notamment des œuvres de Jan van Eyck et d'autres, qu'Antonello a pu observer à Naples et à Messine, port important du trafic méditerranéen.
Carmelo Micalizzi a récemment proposé de donner une signification à des détails cachés du tableau, un chrisme dans le livre sur le bureau, les armoiries de la famille Maniuni sur le chapiteau corinthien, la date 1474 et les lettres VM et IM sur le pied de lit, et, sur le manteau de l'archange, une fleur (en grec anthos), l'œillet (en grec dianthos), qui pourrait peut-être cacher la signature d'Antonello di Antonio.